# 남자가 울지 않는 밤은 없다
《남자가 울지 않는 밤은 없다》(男が泣かない夜はない)는 일본 후지 TV에서 1987년 5월 18일 ~ 1987년 7월 27일 매주 월요일 오후 9시부터 9시 54분까지 방영한 드라마로 총 11화로 구성되었다.

## 등장 인물
- 미타무라 쿠니히코
- 이토 카즈에
- 타니 하야토
- 오카모토 레이
- 카토 카즈코
- 카쿠 치카코
- 센다 미츠오